# T (verhaal)
T is een relatief kort verhaal van Brian Aldiss. Het verhaal is ingedeeld als sciencefiction, en speelt zich in het verre verleden af. Onderwerpen zijn tijdreizen, automatisering, een reden voor het ontstaan van de Planetoïdengordel en (bijna) ontmoeting met buitenaardse wezens. Het verhaal gaat in tegen de Wet van Titius-Bode over de onderlinge afstand tussen de planeten. T verscheen in Nebula Science Fiction in 1956. In 1969 verscheen de eerste Nederlandse vertaling. 

## Het verhaal
De Koax is een buitenaards ras dat leeft in uithoeken van het heelal. Hen is opgevallen dat op een planeet in het zonnestelsel Sol zich een intelligent ras aan het ontwikkelen is. De Koax vinden dat een bedreiging en sturen er T op af om de planeet weg te vagen. T wordt daarin ondersteund door een aantal  “collega's”. De geheel geautomatiseerde actie had het gewenste effect: de zevende planeet werd vernietigd. Een geluk bij een ongeluk is dat de zesde planeet door de collega aan stukken is geschoten. De stukjes slingenren nu in een baan om de Zon. De planeet met slechts één maan, bleef gespaard bij deze actie.  De weekdieren die zich daar ontwikkelen zijn niet gevaarlijk genoeg.